# 第8師管
第8師管（だいはちしかん）は、1873年から1888年と、1896年から1940年にあった日本陸軍の管区で、当時全国に12から18置かれた師管の一つである。1873年から1885年までは大阪を中心にした地域、1885年から1888年までは姫路を中心にした地域で、どちらも鎮台制の師管。1896年からのは東北地方北部を占める師団制の師管で、地域と制度が異なる。師団制の師管は弘前の第8師団が管轄した。1940年に弘前師管に改称した。

## 鎮台制の第8師管

### 京阪神地方、歩兵第8連隊 (1873 - 1885)
全国に師管が配置されたのは、各地に鎮台が置かれてから2年後の1873年（明治6年）1月、鎮台条例改定による。第8師管は、第4軍管の下に置かれた3つの師管の一つとして設けられた。大阪を営所として、その地名から大阪師管とも呼ばれた。管内にはほかに、兵庫（現在の神戸市内）、和歌山、西京（現在の京都市内）にも営所が置かれた。管区の境界は条例で示されなかった。
- 第4軍管（1873年1月 - 1885年5月）
  - 第8師管（大阪師管）
  - 第9師管（大津師管）
  - 第10師管（姫路師管）

### 近畿地方の西部、中国地方の東部、歩兵第8旅団 (1885 - 1888)
1885年（明治18年）5月の鎮台条例改定で、軍管・師管が全国的に変更された。師管の番号が振り直された結果、大阪を中心にする地域は第7師管になった。新しい第8師管は、旧第10師管が本営を置いた姫路を本営を置いた。その地域は、摂津国のうち大阪4区と東成郡・住吉郡を除いた大部分、播磨国、淡路国、若狭国、丹波国、丹後国、但馬国、因幡国、伯耆国、美作国、備前国である。現在の都道府県でいうと、大阪府の北部、京都府の北部、兵庫県、鳥取県、岡山県東部となる。近畿地方の西部から中国地方の東部にまたがる地域を占めた。
この時期の第8師管を管轄したのは姫路に本部を置いた歩兵第8旅団である。師管内では、姫路に旅団本部があり、歩兵第10連隊が屯営を置いていた。
- 第4軍管（1885年5月 - 1888年5月）
  - 第7師管
  - 第8師管

### 第8師管の廃止
1888年に、鎮台が廃止されて師団制が施行されることになり、陸軍管区は軍管 - 師管の2階層から師管 - 旅管 -大隊区の3階層に変わった。地域区分では、従来の軍管が同じ番号の師管に引き継がれ、従来の師管は同じ番号の旅管に引き継がれた。こうして旧第8師管は新第8旅管に引き継がれたが、軍管は第7までしかなかったので、この改編で第8師管はなくなった。

## 師団制の第8師管

### 第8師団と第8師管の関係
師団制の師管は、日中戦争がはじまって部隊数が激増する1937年まで、同じ番号の師団と密接に結びついていた。第8師団の兵士はほとんどが第8師管に戸籍を持つ男子から徴集された。また、第8師管から徴兵された兵士は第8師団に入るのが原則であったが、様々に例外がある。まず、独自の師管を持たない近衛師団には、全国の師管から兵士が送られた。1930年頃までは人口が少ない北海道の第7師団に複数の師管から徴集された兵士が配属された。第8師管から第7師団に配賦された兵士は、1903年に112人、1906年に40人、1907年に56人、1914年に104人、1920年に230人、1925年に888人、1928年に734人と推移した。大正・昭和期には朝鮮に置かれた師団にも送り出した。1928年（大正15年）に第8師管から徴集された現役兵は6081人。そのうち、第8師団に入ったのは5018人で、近衛師団に249人、第7師団に734人、朝鮮の第20師団に80人が割り当てられた。逆にこの年の第8師団には南隣の第2師管から214人の騎兵が配属された。第8師団は騎兵を多く持つ特別な編制をもっていたために、他師管から騎兵を回されたようである。
戦時には第8師団の損害を埋めるための補充兵を送り出したが、大きな戦争では新しい部隊を臨時編成したので、そうした新部隊に入る兵士が多くなった。
師管はまた、師団が地域防衛・治安維持に責任を負う範囲である。第8師管が置かれた1896年には、大軍が来襲して日本を征服するといった可能性はなくなっていたが、優勢な海軍力を持つ外国が近海の交通を脅かしたり、要港を一時的に占領するといった可能性はなお拭えなかった。その点で津軽海峡は要地と言えた。1933年（昭和8年）の昭和三陸地震では、岩手県の被災地に第8師団の留守司令部が救護隊を派遣した災害出動があった。

### 青森県・岩手県・秋田県・山形県・宮城県の一部 (1896 - 1903)
1896年（明治29年）に陸軍は師団を6個増設して計13の師団・師管を作ることにした。増設師団の一つが第8師団で、青森県弘前市に司令部を置いた。これにあわせ、明治29年勅令第24号（3月14日制定、16日公布、4月1日施行）の陸軍管区表改定で、第8師管が置かれることになった。第8師管は、以前の第2師管を南北二つに割ったうちの北半分にあたり、以前の第4旅管の区域をそのまま引き継いだ。青森県・岩手県・秋田県・山形県のほか、宮城県のうち北辺の3郡（登米郡・本吉郡・栗原郡）である。第8師管の下には4つの連隊区が新設されたが、それらは以前の4つの大隊区の区域を引き継いだ。こうしてそれぞれ一つ上のレベルに区域を引き継がせることで、境界変更なしに師団倍増を果たしたのである。
- 第8師管（1896年4月1日 - 1903年2月13日）
  - 弘前連隊区
  - 盛岡連隊区
  - 秋田連隊区
  - 山形連隊区

1903年2月、明治36年勅令第13号（2月13日制定、14日公布）による陸軍管区表改定で、師管と連隊区の間に旅管が設置された。
- 第8師管（1903年2月14日 - 1907年9月）
  - 第4旅管
    - 弘前連隊区
    - 盛岡連隊区

  - 第16旅管
    - 秋田連隊区
    - 山形連隊区

### 青森県・岩手県・秋田県 (1907 - 25)
1907年にさらに6個師団を増設することが決まると、明治40年軍令陸第3号（9月17日制定、18日公布、施行は後日）による陸軍管区表改定で、師管の区割りも変更することになった。第8師管は青森県・秋田県・岩手県の3県に縮小した。第2師管に譲った山形連隊区のかわりに、青森連隊区が新設された。青森連隊区と弘前連隊区が青森県を東西に二分し、さらにそれぞれが岩手県の一部、秋田県の一部を含むことで、3県を4分割した。
- 第8師管（1903年9月 - 1924年5月6日）
  - 第4旅管
    - 青森連隊区
    - 盛岡連隊区

  - 第16旅管
    - 秋田連隊区
    - 弘前連隊区

1924年、大正13年軍令陸第5号（5月5日制定、7日公布）による陸軍管区表改定で、旅管が廃止された。区割りは変更せず、旅管がなくなっただけである。
- 第8師管（1924年5月7日 - 1925年4月30日）
  - 青森連隊区
  - 盛岡連隊区
  - 秋田連隊区
  - 弘前連隊区

### 青森県・岩手県・秋田県・山形県 (1925 - 1940)
1925年、宇垣軍縮による4個師団の削減が決まると、それにあわせて区割りの変更があった。大正14年軍令陸第2号（4月6日制定、8日公布、5月1日施行）の陸軍管区表改定で、第8師管は山形県を取り戻して4県をそのまま4連隊区にした。これ以後、弘前師管・師管区に名称がかわっても区域は変更されず、1945年の陸軍解体まで続いた。
- 第8師管（1925年5月1日 - 1940年7月31日）
  - 青森連隊区
  - 盛岡連隊区
  - 秋田連隊区
  - 山形連隊区

## 弘前師管・弘前師管区への改称と廃止 (1940, 1945)
1940年（昭和15年）8月に、第8師団を含む常設7個師団の衛戍地が満州に移転した。第8師団のあとを受けて東北北部を管轄したのは、新設の第57師団である。これにあわせ、1940年8月1日、昭和20年軍令陸第20号（7月24日制定、26日公布、8月1日施行）の陸軍管区表改定によって、師管の名称に地名を付けることになり、第8師管は弘前師管に改称した。弘前師管は1945年に弘前師管区と改称し、同年8月の敗戦に至った。